# تيم ويلسون (لاعب كرة قدم أمريكية)
تيم ويلسون (بالإنجليزية: Tim Wilson)‏ هو لاعب كرة قدم أمريكية أمريكي، ولد في 14 يناير 1954 في نيو كاسل في الولايات المتحدة، وتوفي في 23 نوفمبر 1996.

## وصلات خارجية
- تيم ويلسون على موقع مرجع كرة القدم المحترفة.كوم (الإنجليزية)